# Jindu, Sichuan
Jindu (kinesiska: 进都乡, 进都) är en socken i Kina. Den ligger i provinsen Sichuan, i den sydvästra delen av landet, omkring 95 kilometer nordost om provinshuvudstaden Chengdu. Antalet invånare är 4 665. Befolkningen består av 2 263 kvinnor och 2 402 män. Barn under 15 år utgör 13,0 %, vuxna 15-64 år 71 %, och äldre över 65 år 14,0 %.
Genomsnittlig årsnederbörd är 1 312 millimeter. Den regnigaste månaden är juli, med i genomsnitt 321 mm nederbörd, och den torraste är december, med 6 mm nederbörd.